# Японска чаена церемония
Японската чаена церемония (茶道, букв. „Пътят на чая“), известна като садо или чадо (ча-но-ю, 茶 の 湯) е японски обичай в чаепитието.
Включва церемониална подготовка и представяне на матча (фино смлян прах от специално отгледани и обработени листа от зелен чай, традиционно консумирани в Източна Азия), което изкуство се нарича (o) temae ([お] 手 前; [お] 点 前).
Дзен будизмът първи е повлиял в развитието на японската чаена церемония. Много по-рядко японската чаена практика използва чай от листа, предимно сенча, практика, известна като сенчадо (煎茶 道, букв. „начин на сенча“) на японски, за разлика от chanoyu или чадо.
Чаените събирания се класифицират или като неформално чаено събиране (чакайсеки, 茶会, букв. „чаено събиране“) или като официално чаено събиране (чаджи, 茶 事, букв. „Събитие за чай“). Чакайсеки е относително прост курс на гостоприемство, който включва сладкиши, тънък чай и може би лека храна. Чаджи е много по-официално събиране, обикновено включващо ястие от кайсеки с пълен курс, последвано от сладкиши, дебел чай и тънък чай. Чаджи може да продължи до четири часа.
Чадо се счита за едно от трите класически японски изкуства за усъвършенстване, заедно с кодо за благоволение на тамян и кадо за аранжировка на цветя.